# Nidaros

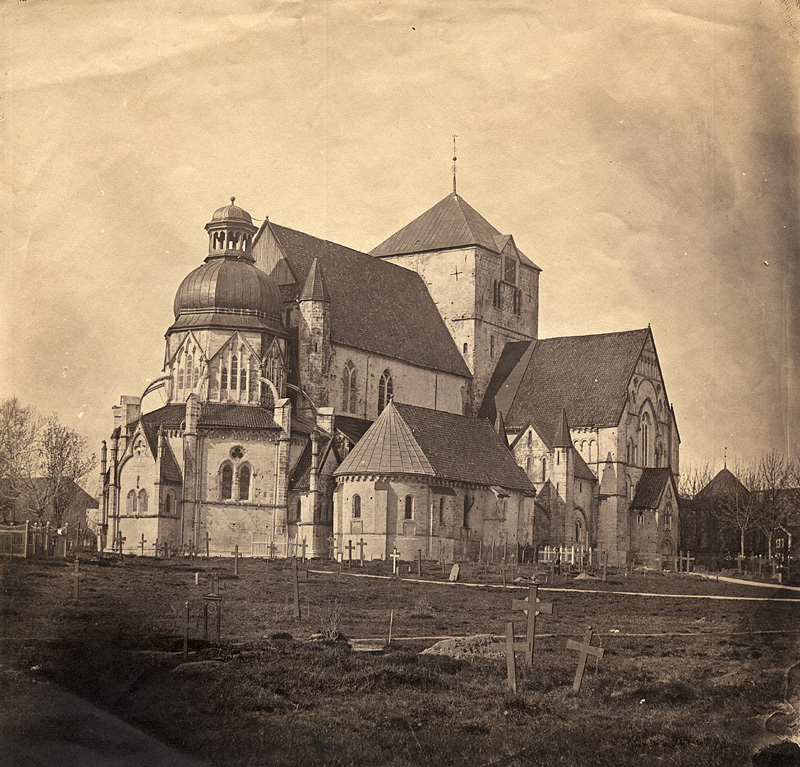
A Nidarosi katedrális 1857-ben

Nidaros (eredetileg Niðarós) a mai Trondheim (vagy más nevein Trond(h)jem, Drontheim) régi neve, város Norvégiában a középkorban. Nidaros Észak-Európa legfontosabb keresztény zarándokhelye volt.
A zarándokok fő célpontja a nidarosi katedrális volt, amelyet Nicholas Breakspear, a későbbi IV. Adorján pápa alapított 1152-ben, mint a Norvégiáért felelős érsekség székhelyét.
A város neve elhelyezkedéséből származott a Nid folyó (a mai Nidelva) torkolatánál. (Az os szó folyótorkolatot jelent.)
Nidaros volt a középkori katolikus norvég érsekség neve is, amelyhez a mai Norvégiában, Izlandon, Grönlandon, Feröeren, Shetlandon, Skóciában és Man-szigeten tartoztak püspökségek.
Miután a reformáció következményeként 1537-ben az érsekséget megszüntették, Nidaros evangélikus egyházkerület lett ezen a néven, ma püspökség.
Trondheim városa 1930. január 1-jén visszaváltoztatta a nevét Nidarosra. Miután azonban az új név ellen tiltakozókampány indult, 1931. március 6-ával a norvég parlament – nem kis részt Ivar Lykke korábbi konzervatív miniszterelnök érvelésének engedve – visszaállította a hivatalos Trondheim elnevezést.